# Ettringen, Mayen-Koblenz
Ettringen là một đô thị thuộc thuộc huyện Mayen-Koblenz, phía tây nước Đức. Đô thị Ettringen, Mayen-Koblenz có diện tích 9,16 km², dân số thời điểm ngày 31 tháng 12 năm 2006 là 2819 người.